# 20 sierpnia
20 sierpnia jest 232. (w latach przestępnych 233.) dniem w kalendarzu gregoriańskim. Do końca roku pozostaje 133 dni.

## Święta
- Imieniny obchodzą: Bernard, Eliasz, Filibert, Filiberta, Hieronim, Krzysztof, Leowigild, Lucjusz, Łucjusz, Maksym, Małgorzata, Maria, Paweł, Sabin, Samuel, Samuela, Sewer, Sieciech i Świelub.
- Estonia – Dzień Przywrócenia Niepodległości
- Maroko – Święto Rewolucji Króla i Ludu
- Węgry – Dzień św. Stefana[1] (święto narodowe; w Kościele katolickim wspomnienie Stefana I Świętego obchodzone jest 16 sierpnia)
- Wspomnienia i święta w Kościele katolickim[2][3] obchodzą:
  - św. Bernard (doktor Kościoła)
  - św. Bernard Tolomei (opat)
  - bł. Jerzy Häfner (męczennik)
  - św. Maria De Mattias (zakonnica)
  - św. Oswin (król Deiry)
  - św. Samuel (prorok)

## Wydarzenia w Polsce
- 1012 – Wojna polsko-niemiecka: Bolesław Chrobry zdobył i spalił gród Lubusz na lewym brzegu Odry.
- 1391 – Konrad von Wallenrode został wielkim mistrzem zakonu krzyżackiego.
- 1416 – Grabów nad Prosną otrzymał prawa miejskie.
- 1466 – Wojna trzynastoletnia: książę wołogoski Eryk II przeszedł na stronę Polski i zawarł w Bydgoszczy przymierze z królem Kazimierzem IV Jagiellończykiem, który zobowiązał się do obrony księcia, w zamian za co Eryk II przyrzekł, że uniemożliwi wrogom króla polskiego przemarsz przez swoje ziemie. W ten sposób zakon krzyżacki został odcięty od posiłków napływających z głębi Rzeszy.
- 1618 – Król Zygmunt III Waza wydał dekret zabraniający drukowania i sprzedaży antysemickiego dzieła Zwierciadło Korony Polskiej Sebastiana Miczyńskiego, które przyczyniło się do pogromu Żydów w Krakowie.
- 1794 – Insurekcja kościuszkowska: wybuchło powstanie wielkopolskie.
- 1812 – Otwarto Teatr w Płocku.
- 1831 – Gen. Kazimierz Małachowski został wodzem naczelnym powstania listopadowego.
- 1874 – W Kołomyi odbyło się zebranie założycielskie ukraińskiego Towarzystwa im. Mychajła Kaczkowskiego.
- 1910:
  - Dwaj czescy wspinacze runęli po śniegu spod samego wierzchołka Rysów i ponieśli śmierć po wielusetmetrowym upadku.
  - Cesarz Niemiec Wilhelm II Hohenzollern dokonał oficjalnego otwarcia Zamku Cesarskiego w Poznaniu.
- 1915 – I wojna światowa: podpisano akt kapitulacji przed Niemcami rosyjskich załóg Twierdzy Modlin i Fortu Zakroczym.
- 1920:
  - W nocy z 19 na 20 sierpnia wybuchło II powstanie śląskie.
  - Wojna polsko-bolszewicka: dowódca 1. Armii Konnej Siemion Budionny wykonał ponawiany wielokrotnie rozkaz głównodowodzącego Armią Czerwoną Siergieja Kamieniewa, nakazujący przerwanie szturmu Lwowa i wsparcie wojsk Michaiła Tuchaczewskiego na froncie pod Warszawą; zwycięstwo wojsk polskich w bitwie pod Ostrożanami.
- 1939 – W Katowicach odbył się pogrzeb Wojciecha Korfantego.
- 1941 – Niemcy dokonali w Czarnym Lesie pod Stanisławowem masowej egzekucji 800 Polaków.
- 1942:
  - Niemcy rozstrzelali 1210 Żydów z getta w Krzemieńcu (obecnie na Ukrainie).
  - Ok. 360 Żydów (osób starszych, schorowanych, kobiet i dzieci) pochodzących z likwidowanego getta w Grybowie zostało rozstrzelanych przez Niemców w Białej Niżnej koło Nowego Sącza.
  - Rozpoczęła się wywózka 21 tys. Żydów z getta w Kielcach do obozu Treblinka.
  - Zlikwidowano getto żydowskie w Falenicy.
- 1943:
  - Akcja „Taśma”: w Sieczychach, w trakcie rozbijania niemieckiej strażnicy na granicy Generalnego Gubernatorstwa i terenami wcielonymi do Rzeszy, zginął harcmistrz ppor. AK Tadeusz Zawadzki ps. „Zośka”.
  - Zakończyła się likwidacja getta żydowskiego w Białymstoku.
- 1944:
  - 20. dzień powstania warszawskiego: oddziały batalionu „Kiliński” wraz z grupami saperskimi i minerskimi zdobyły gmach Polskiej Akcyjnej Spółki Telefonicznej (PAST-y) przy ul. Zielnej 37/39. Podczas walk zginęło 25, a do niewoli trafiło 115 niemieckich żołnierzy. Po stronie polskiej zginęło 5, a ciężko rannych zostało 10 powstańców.
  - W Pokrytkach koło Mławy oddziały Armii Ludowej stoczyły największą bitwę partyzancką na wcielonych do Rzeszy ziemiach polskich.
- 1946 – W okolicach Kłodzka przeszła trąba powietrzna niszcząc budynki w kilku wsiach.
- 1959 – Minister obrony narodowej gen. broni Marian Spychalski wydał rozkaz o rozformowaniu Wojskowego Korpusu Górniczego.
- 1963 – W Wojskowej Akademii Technicznej w Warszawie uruchomiono pierwszy polski laser[4].
- 1969 – W zderzeniu pociągów osobowego i towarowego pod Gubinem zginęły 4 osoby, a 27 zostało rannych.
- 1971 – W swym mieszkaniu w Warszawie został zamordowany pułkownik LWP, pisarz, dziennikarz, publicysta i poseł na Sejm PRL Jan Gerhard.
- 1990 – W katastrofie kolejowej w Ursusie zginęło 16 osób, a 64 zostały ranne.
- 1993 – Premiera filmu Uprowadzenie Agaty w reżyserii Marka Piwowskiego.
- 1999 – Premiera komedii sensacyjnej Fuks w reżyserii Macieja Dutkiewicza.
- 2008 – Sekretarz stanu USA Condoleezza Rice i minister spraw zagranicznych Radosław Sikorski podpisali umowę w sprawie lokalizacji w Polsce elementów amerykańskiej tarczy antyrakietowej.
- 2012 – Spłonął kilkusetletni Dąb Cygański rosnący na terenie gminy Kluki w powiecie bełchatowskim.

## Wydarzenia na świecie

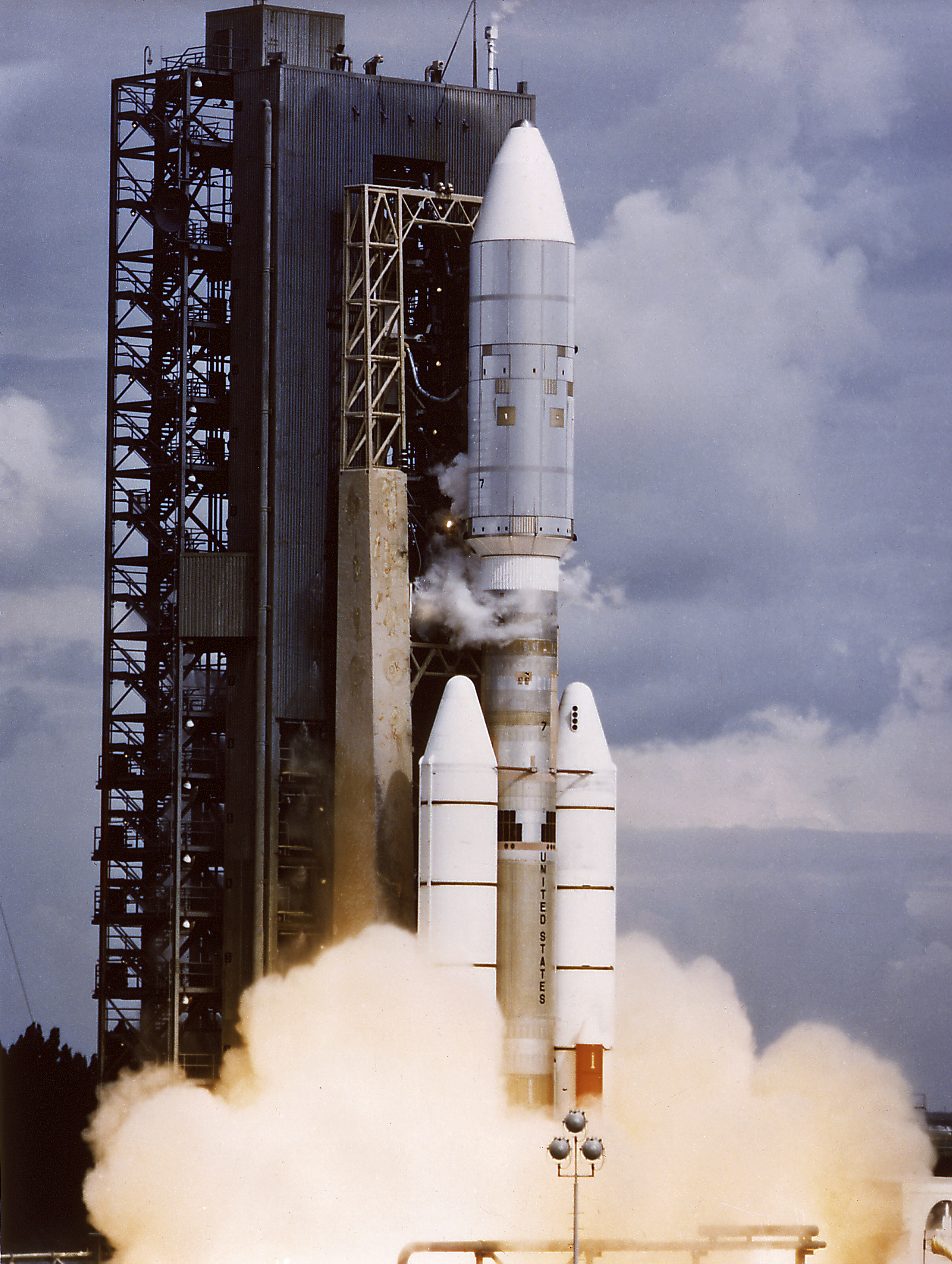
Start rakiety Titan III z sondą Voyager 2 (1977)

- 636 – Zwycięstwo wojsk muzułmańskich nad bizantyńskimi w bitwie nad rzeką Jarmuk.
- 917 – Zwycięstwo wojsk bułgarskich nad bizantyńskimi w bitwie pod Acheloos.
- 1083 – Papież Grzegorz VII kanonizował króla Węgier Stefana I.
- 1191 – III wyprawa krzyżowa: 2700 wziętych do niewoli muzułmańskich obrońców Akki zostało zabitych z rozkazu króla Anglii Ryszarda I Lwie Serce.
- 1206 – Henryk Flandryjski został koronowany w Konstantynopolu na władcę Cesarstwa Łacińskiego.
- 1297 – Zwycięstwo wojsk francuskich nad flamandzkimi w bitwie pod Veurne(inne języki).
- 1308 – W lochach zamku w Chinon nad Loarą zakończyły się trzydniowe przesłuchania najważniejszych dostojników zakonu templariuszy, przeprowadzone przez trzech kardynałów, wysłanników papieża Klemensa V.
- 1462 – Rekonkwista: wojska chrześcijańskie zdobyły Gibraltar.
- 1463 – Zawarto sojusz wenecko-albański przeciwko Imperium Osmańskiemu.
- 1467 – Król Kastylii-Leónu Henryk IV pokonał w II bitwie pod Olmedo(inne języki) pretendującego do tronu swego przyrodniego brata, księcia Asturii Alfonsa(inne języki).
- 1471 – Herkules I d’Este został księciem Ferrary i Modeny.
- 1504 – Rozpoczęto prace nad zmianą biegu rzeki Arno, którymi kierował Leonardo da Vinci. Projekt porzucono po dwóch miesiącach.
- 1507 – Nanak został wybrany na pierwszego guru sikhizmu.
- 1518 – Biskup płocki Erazm Ciołek wystąpił na Sejmie Rzeszy w Augsburgu z antykrzyżacką filipiką.
- 1609 – Cesarz rzymski Rudolf II Habsburg wydał List majestatyczny gwarantujący wolność wyznania protestantom na Śląsku.
- 1619 – 20 pierwszych czarnoskórych niewolników zostało przywiezionych na pokładzie holenderskiego statku do Jamestown w Wirginii, pierwszej stałej angielskiej osady w Ameryce Północnej.
- 1648 – Wojna trzydziestoletnia: zwycięstwo wojsk francuskich nad hiszpańskimi w bitwie pod Lens.
- 1672 – W Hadze został zamordowany obalony wielki pensjonariusz Holandii Johan de Witt oraz jego brat Cornelis(inne języki), co otworzyło drogę do rządów w Holandii, a w przyszłości do tronu angielskiego Wilhelmowi Orańskiemu.
- 1710 – Wojna o sukcesję hiszpańską: wojska sprzymierzonych pokonały Hiszpanów w bitwie pod Saragossą.
- 1719 – Przyszły książę elektor Saksonii i król Polski August III Sas poślubił w Dreźnie arcyksiężniczkę austriacką Marię Józefę Habsburg.
- 1727 – Zawarto rosyjsko-chiński traktat graniczny.
- 1792 – I koalicja antyfrancuska: zwycięstwo wojsk pruskich nad francuskimi w bitwie pod Verdun.
- 1794 – Wojny z Indianami: Amerykanie pokonali konfederację plemion indiańskich w bitwie pod zaporą z pni.
- 1801 – Brytyjczycy zlikwidowali istniejące od 1798 roku niepodległe państwo Gozo na Malcie.
- 1810 – Kampania na Mauritiusie: rozpoczęła się francusko-brytyjska bitwa morska koło Grand Port.
- 1820 – Po raz pierwszy wykonano hymn Chile.
- 1842 – Zdławiono powstanie w stanie São Paulo w Brazylii.
- 1845 – W Pradze otwarto pierwszy dworzec kolejowy (obecnie Dworzec Masaryka).
- 1847 – Wojna amerykańsko-meksykańska: zwycięstwa wojsk amerykańskich w bitwach pod Contreras i pod Churubusco.
- 1854 – Uruchomiono pierwszą linię kolejową na terytorium dzisiejszej Rumunii.
- 1861 – Brytyjczyk Thomas Sutton uzyskał patent na pierwszy na świecie aparat fotograficzny o konstrukcji lustrzanki jednoobiektywowej.
- 1864:
  - Weszła w życie nowa konstytucja Królestwa Hawajów, która m.in. zniosła urząd premiera i zastąpiła parlament dwuizbowy jednoizbowym.
  - Zwodowano pruski monitor SMS „Arminius”.
- 1875 – 10 karmelitanek z klasztoru we francuskim Pau, prowadzonych przez Weronikę od Męki Pańskiej(inne języki), wśród których znajdowała się św. Maria Baouardy, wyruszyło do Betlejem celem założenia tam karmelu.
- 1879 – Constantijn Theodoor van Lynden van Sandenburg został premierem Holandii.
- 1882 – W soborze Chrystusa Zbawiciela w Moskwie odbyło się prawykonanie uwertury koncertowej Rok 1812 Piotra Czajkowskiego.
- 1885 – Ernst Hartwig z obserwatorium w Tartu w Estonii zaobserwował supernową S Andromedae w Galaktyce Andromedy. Była to pierwsza supernowa odkryta w innej galaktyce.
- 1892 – W Glasgow otwarto stadion Celtic Park.
- 1899 – Założono klub piłkarski FSV Frankfurt nad Menem.
- 1905 – W Tokio została założona Tongmenghui (Liga Związkowa) – chińska tajna rewolucyjna organizacja republikańska, poprzedniczka Kuomintangu.
- 1914 – I wojna światowa:
  - Niemcy zdobyli Brukselę.
  - Pyrrusowe zwycięstwo wojsk rosyjskich nad niemieckimi w bitwie pod Gąbinem (obecnie Gusiew) w Prusach Wschodnich.
- 1915 – Włochy wypowiedziały wojnę Turcji.
- 1916 – Założono chilijski klub piłkarski CD Ñublense.
- 1917 – Sándor Wekerle(inne języki) został po raz trzeci premierem Węgier.
- 1920:
  - Powstała największa zawodowa liga futbolu amerykańskiego National Football League (NFL).
  - Założono chilijski klub piłkarski CD Palestino.
- 1939 – Radziecko-japońskie walki graniczne: podczas bitwy nad rzeką Chałchin-Goł (11 maja–16 września) rozpoczęła się decydująca o zwycięstwie ofensywa wojsk radziecko-mongolskich.
- 1940:
  - Bitwa o Atlantyk: w Zatoce Biskajskiej brytyjski okręt podwodny HMS „Cachalot”(inne języki) zatopił niemiecki okręt podwodny U-51, w wyniku czego zginęła cała, 43-osobowa załoga.
  - Podczas przemówienia w Izbie Gmin premier Winston Churchill wypowiedział słynne zdanie o pilotach RAF-u i innych krajów alianckich biorących udział w bitwie o Anglię: Nigdy w dziejach wojen tak liczni nie zawdzięczali tak wiele tak nielicznym .
  - W mieście Meksyk na rozkaz Józefa Stalina agent NKWD Ramón Mercader dokonał udanego zamachu na Lwa Trockiego.
- 1942 – Bitwa o Atlantyk: niemiecki okręt podwodny-zbiornikowiec U-464 został zbombardowany na południowy wschód od Islandii przez amerykańską łódź latającą Consolidated PBY Catalina, co spowodowało śmierć dwóch marynarzy, pożar i uszkodzenia uniemożliwiające zanurzenie, w związku z czym dowódca nakazał jego samozatopienie, a pozostała 52 (lub 53-osobowa) załoga została wzięta do niewoli.
- 1944 – Front wschodni: Armia Czerwona rozpoczęła operację jasko-kiszyniowską.
- 1945 – Operacja kwantuńska: Armia Czerwona zdobyła Harbin.
- 1946 – W Budapeszcie otwarto odbudowany po wysadzeniu w czasie wojny Most Wolności.
- 1947:
  - Sformowano Siły Powietrzne Koreańskiej Republiki Ludowo-Demokratycznej.
  - Zakończył się norymberski proces lekarzy oskarżonych o ludobójstwo.
- 1949 – Weszła w życie komunistyczna konstytucja Węgier.
- 1953 – W Budapeszcie otwarto Népstadion (Stadion Ludowy) (obecnie Stadion im. Ferenca Puskása).
- 1955 – Wybuchły kilkudniowe antyfrancuskie zamieszki w Algierii i Maroku, w wyniku których zginęło ponad 500 osób.
- 1956 – Elżbieta Krzesińska ustanowiła w Budapeszcie rekord świata w skoku w dal (6,35 m).
- 1960:
  - Norweski nadawca publiczny NRK rozpoczął regularną emisję programu telewizyjnego.
  - Senegal wystąpił z Federacji Mali i proklamował niepodległość.
  - Zakończyła się dwudniowa misja statku kosmicznego Korabl-Sputnik 2 z psami Biełką i Striełką, które jako pierwsze zwierzęta powróciły żywe z przestrzeni kosmicznej.
- 1962 – Mający lecieć do Lizbony Douglas DC-8 linii Panair do Brasil(inne języki) rozbił się podczas startu z lotniska Rio de Janeiro-Galeão, w wyniku czego zginęło 15 spośród 105 osób na pokładzie.
- 1963 – Dokonano oblotu brytyjskiego samolotu pasażerskiego BAC One-Eleven.
- 1964 – W oparciu o amerykańskie towarzystwo COMSAT powstało konsorcjum międzynarodowe 11 krajów INTELSAT, realizujące łączność satelitarną na skalę światową.
- 1965 – W katastrofie wracającego do Warszawy bez pasazerów samolotu PLL LOT Vickers Viscount pod Jeuk w Belgii zginęła cała 4-osobowa załoga.
- 1967 – W Acapulco w południowo-zachodnim Meksyku policja otworzyła ogień do protestujących producentów kopry, zabijając co najmniej 23 osoby zginęły i raniąc ponad 100.
- 1968 – Praska Wiosna: wojska krajów Układu Warszawskiego wkroczyły do Czechosłowacji (noc z 20 na 21 sierpnia).
- 1970 – Dokonano oblotu amerykańskiego śmigłowca szturmowego Sikorsky S-67 Blackhawk.
- 1973 – Podczas festiwalu w Salzburgu odbyła się premiera oratorium De Temporum Fine Comoedia(inne języki), ostatniego dzieła w dorobku niemieckiego kompozytora Carla Orffa.
- 1975:
  - W katastrofie czechosłowackiego Iła-62 pod Damaszkiem zginęło 126 spośród 128 osób na pokładzie.
  - W kierunku Marsa wystrzelono amerykańską sondę kosmiczną Viking 1.
- 1977 – Wystrzelono amerykańską sondę kosmiczną Voyager 2.
- 1978 – Przed jednym z hoteli w Londynie dwaj palestyńscy terroryści zaatakowali granatami i bronią maszynową autobus z pasażerami izraelskich linii lotniczych El Al. Zginęła stewardesa i jeden z terrorystów zastrzelony przez ochroniarza, a 9 osób zostało rannych.
- 1979 – Armia irańska rozpoczęła oblężenie Mahabadu, jednej głównych twierdz kurdyjskich separatystów, zajmując miasto 3 września.
- 1980 – Włoski himalaista Reinhold Messner dokonał pierwszego solowego wejścia na Mount Everest.
- 1986 – 44-letni pracownik urzędu pocztowego w Edmond w stanie Oklahoma Patrick Sherrill(inne języki) zastrzelił 14 swoich współpracowników, zranił 6, po czym popełnił samobójstwo.
- 1988:
  - Około 60 tys. ha lasów spłonęło w ciągu doby w amerykańskim Parku Narodowym Yellowstone i jego okolicach (tzw. „czarna sobota”).
  - W trzęsieniu ziemi o sile 6,6 stopnia w skali Richtera w Nepalu i Indiach zginęło około 1450 osób.
  - W zamachu bombowym dokonanym przez ugrupowanie Tymczasowa IRA na autobus przewożący brytyjskich żołnierzy w Irlandii Północnej zginęło 8 osób, a 28 zostało rannych.
  - Zakończyła się wojna iracko-irańska.
- 1989 – Na Tamizie po zderzeniu z pogłębiarką zatonął statek wycieczkowy Marchioness(inne języki), w wyniku czego zginęło 51 osób.
- 1991 – Estonia ogłosiła niepodległość (od ZSRR).
- 1993 – Międzynarodowy Trybunał Sprawiedliwości nakazał Australii wypłacenie Nauru rekompensaty w kwocie 107 milionów dolarów australijskich za szkody powstałe wskutek wydobycia fosforytów w czasie australijskiego zarządu nad wyspą.
- 1995 – W zderzeniu pociągów w indyjskim mieście Ferozabad(inne języki) (stan Uttar Pradesh) zginęło 305 osób, a 344 zostały ranne.
- 1998:
  - Fajiz at-Tarawina został premierem Jordanii.
  - Premiera niemieckiego filmu Biegnij Lola, biegnij w reżyserii Toma Tykwera.
  - W odwecie za zamachy na amerykańskie ambasady w Kenii i Tanzanii, lotnictwo amerykańskie zbombardowało bazy Al-Ka’idy w Afganistanie. Zniszczona została też fabryka farmaceutyczna w stolicy Sudanu Chartumie, gdzie miała być produkowana broń chemiczna dla terrorystów.
- 2000 – Niedaleko Klettwitz(inne języki) w Brandenburgii otwarto tor wyścigowy EuroSpeedway Lausitz.
- 2008:
  - 12 osób zginęło w wyniku eksplozji dwóch samochodów-pułapek w algierskim mieście Al-Buwajra.
  - Podczas XXIX Letnich Igrzysk Olimpijskich w Pekinie Jamajczyk Usain Bolt ustanowił rekord świata w biegu na 200 m (19,30 s).
  - W Afganistanie, wskutek wybuchu przydrożnej miny zginęło 3 polskich żołnierzy, a 1 został ciężko ranny.
  - W katastrofie lotu Spanair 5022 w porcie lotniczym Madryt-Barajas zginęły 154 osoby, a 18 zostało ciężko rannych.
- 2009:
  - Urzędujący prezydent Afganistanu Hamid Karzaj został wybrany na II kadencję.
  - W finałowym biegu na 200 m podczas XII Mistrzostw Świata w Lekkoatletyce w Berlinie Usain Bolt uzyskał czas 19,19 s, poprawiając własny rekord świata o 0,11 s.
- 2011 – W katastrofie lotu First Air 6560 koło miasta Resolute na terytorium Nunavut w północno-zachodniej Kanadzie zginęło 12 osób, a 3 zostały ranne.
- 2014 – Jahja wuld Haddamin został premierem Mauretanii.
- 2015 – Baciro Djá został premierem Gwinei Bissau.
- 2016 – 57 osób zginęło, a 66 zostało rannych w samobójczym zamachu bombowym na uczestników wesela w tureckim mieście Gaziantep, leżącym przy granicy z Syrią.
- 2018 – W związku z hiperinflacją w Wenezueli przeprowadzono denominację boliwara w stosunku 100000:1.
- 2022 – W obwodzie moskiewskim zginęła w zamachu bombowym 29-letnia komentatorka polityczna Darja Dugina, córka prokremlowskiego ideologa Aleksandra Dugina.

## Urodzili się
- 1086 – Bolesław III Krzywousty, książę małopolski, śląski i sandomierski oraz książę Polski (zm. 1138)
- 1517 – Antoine Perrenot de Granvelle, francuski duchowny katolicki, arcybiskup Besançon, kardynał (zm. 1586)
- 1561 – Jacopo Peri, włoski kompozytor, śpiewak (zm. 1633)
- 1597 – Józef Bartłomiej Zimorowic, polski prozaik i poeta tworzący w języku łacińskim, kronikarz, burmistrz Lwowa (zm. 1677)
- 1613 – Elżbieta Zofia, księżniczka meklemburska (zm. 1676)
- 1623 – Ludwik Filip, landgraf Hesji-Homburg (zm. 1643)
- 1625 – Thomas Corneille, francuski dramaturg (zm. 1709)
- 1628 – Emanuel Filibert, książę Carignano (zm. 1709)
- 1632 – Louis Bourdaloue, francuski jezuita, kaznodzieja (zm. 1704)
- 1670 – Piotr Vigne, francuski lazarysta, błogosławiony (zm. 1740)
- 1695 – Maria Ludwika Elżbieta Orleańska, francuska arystokratka (zm. 1719)
- 1696 – Jozjasz I, hrabia Waldeck-Bergheim (zm. 1763)
- 1710 – Thomas Simpson, brytyjski matematyk (zm. 1761)
- 1720 – Bernard de Bury(inne języki), francuski kompozytor (zm. 1785)
- 1728 – Bernard Szwykowski, polski szlachcic, polityk (zm. 1799)
- 1730 – Johan Liljencrantz, szwedzki polityk (zm. 1815)
- 1739 – Karl Georg von Hoym, pruski polityk (zm. 1807)
- 1742 – Tadeusz Reytan, polski polityk, poseł na Sejm Rozbiorowy (zm. 1780)
- 1752 – Fryderyka Karolina Hessen-Darmstadt, księżna Mecklenburg-Strelitz (zm. 1782)
- 1761 – Józef de Bragança, książę portugalski i brazylijski (zm. 1788)
- 1771 – Ignacy Giedroyć, polski duchowny katolicki, biskup koadiutor diecezji żmudzkiej (zm. 1829)
- 1776 – (lub 1778) Bernardo O’Higgins, południowoamerykański rewolucjonista, polityk, zarządca Chile (zm. 1842)
- 1779 – Jöns Jacob Berzelius, szwedzki chemik (zm. 1848)
- 1788 – José Bernardo Alcedo, peruwiański kompozytor (zm. 1878)
- 1795 – Robert F. Stockton, amerykański wojskowy, polityk (zm. 1866)
- 1796 – Václav Babinský, czeski zbójnik (zm. 1879)
- 1799:
  - Ludwik Fiszer, polski prawnik, uczestnik powstania listopadowego pochodzenia niemieckiego (zm. 1877)
  - Heinrich von Gagern, niemiecki polityk (zm. 1880)
- 1802 – Fryderyk Wilhelm I, elektor Hesji-Kassel (zm. 1875)
- 1805 – Jan Bogdan Tarnowski, polski hrabia, ziemianin, polityk (zm. 1850)
- 1813 – Władimir Sołłogub, rosyjski hrabia, pisarz (zm. 1882)
- 1818 – John Ball, irlandzki polityk, naturalista, alpinista (zm. 1889)
- 1827:
  - Charles de Coster, belgijski pisarz (zm. 1879)
  - Josef Strauss, austriacki kompozytor (zm. 1870)
- 1833 – Benjamin Harrison, amerykański polityk, prezydent USA (zm. 1901)
- 1837 – Friedrich Setz, austriacki architekt, urzędnik (zm. 1907)
- 1838 – Édouard Audisio, francuski prawnik, dyplomata (zm. 1908)
- 1843 – Niccolò Marini, włoski kardynał (zm. 1923)
- 1845 – Adam Chmielowski, polski zakonnik franciszkański, założyciel zgromadzenia albertynów i albertynek, uczestnik powstania styczniowego, malarz, święty (zm. 1916)
- 1846 – Wilhelm Eugeniusz, książę wirtemberski, oficer, polityk (zm. 1877)
- 1847 – Bolesław Prus, polski prozaik, nowelista, publicysta, kronikarz warszawski, myśliciel, popularyzator wiedzy (zm. 1912)
- 1848:
  - Benigny Chmura, polski franciszkanin konwentualny, prezbiter, prowincjał (zm. 1935)
  - Sebastiano Martinelli, włoski kardynał (zm. 1918)
- 1851 – Abraham Berge, norweski polityk, premier Norwegii (zm. 1936)
- 1853:
  - Nina Frances Layard, brytyjska archeolog, poetka (zm. 1935)
  - Charles Lewis, walijski rugbysta, krykiecista, lekkoatleta, sędzia i działacz sportowy, samorządowiec (zm. 1923)
- 1856 – Jakub Bart-Ćišinski, serbołużycki duchowny katolicki, poeta, prozaik, dramatopisarz, teoretyk literatury i kultury serbołużyckiej (zm. 1909)
- 1857 – Tadeusz Balicki, polski inżynier komunikacji, socjolog (zm. 1921)
- 1859 – Humphrey Sturt, brytyjski arystokrata, polityk (zm. 1919)
- 1860:
  - Raymond Poincaré, francuski polityk, premier i prezydent Francji (zm. 1934)
  - Henry T. Rainey, amerykański prawnik, polityk (zm. 1934)
- 1862:
  - John S. McGroarty, amerykański poeta, felietonista, polityk (zm. 1944)
  - Cezary Żołądziowski, polski generał brygady (zm. 1934)
- 1863 – Henri Smulders, holenderski żeglarz sportowy (zm. 1933)
- 1864:
  - Ion I.C. Brătianu, rumuński polityk, premier Rumunii (zm. 1927)
  - Alois Hans Schram, austriacki malarz (zm. 1919)
- 1865:
  - John Orr, szkocki rugbysta (zm. 1935)
  - René Thomas, francuski strzelec sportowy (zm. 1925)
- 1867 – Richard Schorr, niemiecki astronom (zm. 1951)
- 1868:
  - Stefan Janiszewski, polski lekarz, tytularny generał brygady (zm. 1940)
  - Ellen Roosevelt, amerykańska tenisistka (zm. 1954)
- 1872:
  - Piotr Franciszek Buczys, litewski duchowny katolicki, biskup tytularny, przełożony generalny marianów (zm. 1951)
  - Michał Jedynak, polski rolnik, polityk ludowy (zm. 1916)
- 1873:
  - Witold Maliszewski, polski kompozytor (zm. 1939)
  - Eliel Saarinen, fiński architekt (zm. 1950)
- 1874 – Josef Klausner, izraelski historyk, krytyk literatury hebrajskiej, wykładowca akademicki, syjonista (zm. 1958)
- 1875:
  - Ludwik Begale, polski prawnik, samorządowiec, starosta poznański (zm. 1944)
  - Saul Czernichowski, żydowski lekarz, pisarz (zm. 1943)
- 1876:
  - Dawid Bornstein, polski rabin (zm. 1942)
  - Jules Clévenot, francuski pływak, piłkarz wodny (zm. 1933)
- 1877 – Jovan Skerlić, serbski krytyk i teoretyk literatury (zm. 1914)
- 1878:
  - Karl Birnbaum, niemiecko-amerykański psychiatra, neurolog, wykładowca akademicki pochodzenia żydowskiego (zm. 1950)
  - Jakub Deml, czeski duchowny katolicki, poeta, prozaik, tłumacz (zm. 1961)
  - Maria Assunta Pallota, włoska misjonarka, błogosławiona (zm. 1905)
- 1879:
  - Władysław Pluciński, polski pułkownik piechoty (zm. 1954)
  - Alfred Swahn, szwedzki strzelec sportowy (zm. 1931)
- 1880 – Józef Babicki, polski teoretyk i praktyk pedagogiki (zm. 1952)
- 1881:
  - Stefan Borowiecki, polski neurolog, psychiatra, wykładowca akademicki (zm. 1937)
  - Aleksander Hellat, estoński dyplomata, polityk, minister spraw zagranicznych (zm. 1943)
  - Friedrich Wohlwill, niemiecki neuropatolog, patolog, serolog, wykładowca akademicki (zm. 1958)
- 1882 – Ricardo J. Alfaro, panamski pisarz, sędzia, dyplomata, polityk, tymczasowy prezydent Panamy (zm. 1971)
- 1884:
  - Rudolf Bultmann, niemiecki teolog ewangelicki (zm. 1976)
  - Forrest C. Donnell, amerykański polityk, senator (zm. 1980)
  - Emilian Kowcz, ukraiński duchowny greckokatolicki, błogosławiony (zm. 1944)
  - Wacław Ponikowski, polski ekonomista (zm. 1944)
- 1885 – Dino Campana, włoski poeta (zm. 1932)
- 1886 – Paul Tillich, niemiecki teolog protestancki, filozof (zm. 1965)
- 1888:
  - Feliks Chociszewski, polski oficer, strażak, kawaler Orderu Virtuti Militari (zm. ?)
  - Julia Sanderson, amerykańska aktorka, piosenkarka (zm. 1975)
- 1889 – Witold Friemann, polski kompozytor, pianista, dyrygent (zm. 1977)
- 1890 – H.P. Lovecraft, amerykański pisarz (zm. 1937)
- 1891:
  - Shizō Kanakuri, japoński lekkoatleta, długodystansowiec (zm. 1984)
  - Juliusz Zulauf, polski generał brygady (zm. 1943)
- 1892:
  - George Aiken, amerykański polityk, senator (zm. 1984)
  - Stanisław Jaster, polski major (zm. 1942)
- 1893 – Vytautas Pranas Bičiūnas, litewski polityk, malarz, aktor, pisarz, krytyk literacki (zm. 1942)
- 1895 – Józef Cyppek, polski seryjny morderca (zm. 1952)
- 1896 – Ludwik Kinicki, polski działacz religijny, bankowiec, dziennikarz, nadzorca działalności Świadków Jehowy w Generalnej Guberni (zm. 1944)
- 1897 – Tarjei Vesaas, norweski prozaik, poeta, dramaturg (zm. 1970)
- 1898:
  - Edward Graff, amerykański rugbysta (zm. 1954)
  - Vilhelm Moberg, szwedzki pisarz (zm. 1973)
  - Julius Schaub, niemiecki funkcjonariusz nazistowski (zm. 1967)
- 1899:
  - Salomon Bochner, amerykański matematyk pochodzenia polsko-żydowskiego (zm. 1982)
  - Stefan Derkowski, polski architekt (zm. 1964)
  - Leszek Lubicz-Nycz, polski szablista (zm. 1939)
- 1900:
  - Cyril Michie, indyjski hokeista na trawie (zm. 1966)
  - Rita Montaner, kubańska aktorka, piosenkarka (zm. 1958)
- 1901:
  - Andriej Bondariew, radziecki generał-lejtnant (zm. 1961)
  - Salvatore Quasimodo, włoski poeta, krytyk teatralny, laureat Nagrody Nobla (zm. 1968)
  - Zygmunt Szpingier, polski malarz, architekt, urbanista (zm. 1960)
- 1902:
  - Halina Karpińska-Kintopf, polska artystka plastyk, malarka, projektantka tkanin, pedagog (zm. 1969)
  - Jewstafij Tatanaszwili, radziecki generał major lotnictwa (zm. 1958)
- 1903:
  - Marian Nowak(inne języki), polski aktor (zm. 1972)
  - Stefan Putowski, polski architekt, urbanista (zm. 1985)
  - Marzena Szmid, polska lekkoatletyka, sprinterka i płotkarka (zm. 1993)
- 1904:
  - Harry Burgess, angielski piłkarz (zm. 1957)
  - Karel Krejčí, czeski pisarz, slawista, bohemista, polonista, historyk literatury (zm. 1979)
  - Bohdan Mincer, polski pułkownik dyplomowany kawalerii, historyk wojskowości (zm. 1984)
- 1905:
  - Mikio Naruse, japoński reżyser filmowy (zm. 1969)
  - Jack Teagarden, amerykański puzonista i wokalista jazzowy (zm. 1964)
  - Hans Vinjarengen, norweski dwuboista klasyczny (zm. 1984)
- 1906:
  - Bunny Austin, brytyjski tenisista (zm. 2000)
  - Jerzy Dyrda, polski major, inżynier, ekonomista (zm. 1996)
- 1907:
  - Nicolaus von Below, niemiecki oficer Luftwaffe (zm. 1983)
  - Paweł Krawczewicz, polski zakonnik, męczennik, Sługa Boży (zm. 1945)
- 1909 – Martin A. Hansen, duński pisarz (zm. 1955)
- 1910 – Eero Saarinen, amerykański architekt, projektant wnętrz pochodzenia fińskiego (zm. 1961)
- 1911:
  - Halina Martinowa, polska łączniczka AK, uczestniczka powstania warszawskiego, działaczka polonijna (zm. 2007)
  - Edward Muller, niemiecki duchowny katolicki, męczennik, błogosławiony (zm. 1943)
- 1912:
  - Wanda Markowska, polska pisarka, tłumaczka (zm. 1999)
  - Jan Rejecki, polski wszechstronny lekkoatleta, podporucznik pilot (zm. 1940)
- 1913 – Roger Wolcott Sperry, amerykański neurobiolog, laureat Nagrody Nobla (zm. 1994)
- 1914 – Sven Bergqvist, szwedzki hokeista, piłkarz (zm. 1996)
- 1915:
  - Antonio López Aviña, meksykański duchowny katolicki, arcybiskup Durango (zm. 2004)
  - Wiesław Müldner-Nieckowski, polski rzeźbiarz (zm. 1982)
- 1916 – Paul Schmidt, estoński szachista pochodzenia niemieckiego (zm. 1984)
- 1917:
  - Halina Bujalska, polska aktorka (zm. 1986)
  - Kenneth E. Hagin, amerykański kaznodzieja zielonoświątkowy (zm. 2003)
  - Song Hào, wietnamski generał, działacz komunistyczny (zm. 2004)
- 1918:
  - Həsən Abdullayev, azerski fizyk, wykładowca akademicki (zm. 1993)
  - Wanda Kamińska, polska taterniczka (zm. 2013)
  - Hanna Segal, polska psychoanalityk pochodzenia żydowskiego (zm. 2011)
  - Jacqueline Susann, amerykańska aktorka, pisarka (zm. 1974)
  - Władysław Zarembowicz, polski działacz harcerski i polonijny (zm. 1944)
- 1919:
  - Czesław Bezdziecki, polski polityk, przewodniczący Prezydium MRN Gorzowa Wielkopolskiego (zm. 1970)
  - Roddie Edmonds, amerykański żołnierz (zm. 1985)
  - Abdyl Këllezi, albański ekonomista, polityk (zm. 1977)
  - Jurij Żdanow, rosyjski naukowiec, polityk (zm. 2006)
- 1920:
  - Jack Baxter, australijski rugbysta (zm. 2004)
  - James Molyneaux, brytyjski polityk (zm. 2015)
  - Vincentas Sladkevičius, litewski duchowny katolicki, arcybiskup Kowna, kardynał (zm. 2000)
  - István Szivós, węgierski piłkarz wodny (zm. 1992)
- 1921:
  - Józef Ledwoń, polski inżynier budownictwa przemysłowego, wykładowca akademicki (zm. 1986)
  - Bolesław Pylak, polski duchowny katolicki, arcybiskup metropolita lubelski, radiesteta (zm. 2019)
  - Romuald Spasowski, polski dyplomata (zm. 1995)
- 1922:
  - Magdalena Morawska, polska żołnierka AK, uczestniczka powstania warszawskiego (zm. 1944)
  - Frans de Munck, holenderski piłkarz, bramkarz, trener (zm. 2010)
- 1923:
  - Giorgio Albertazzi, włoski aktor (zm. 2016)
  - Hugh Alexander Dunn, australijski dyplomata (zm. 2005)
  - Andrzej Kasten, polski rzeźbiarz (zm. 2020)
  - Jim Reeves, amerykański piosenkarz (zm. 1964)
- 1924:
  - Płaton Kostiuk, ukraiński fizjolog, biofizyk (zm. 2010)
  - Jan Puławski, polski generał brygady (zm. 2003)
- 1925:
  - Ludwik Krasucki, polski dziennikarz, scenarzysta filmowy (zm. 2004)
  - Lucyna Turek-Kwiatkowska, polska historyk, archiwistka (zm. 2017)
  - Wanda Węsław-Idzińska, polska aktorka (zm. 2004)
- 1926:
  - Eduard Jelan, radziecki pułkownik pilot (zm. 2009)
  - Vytautas Mažiulis, litewski językoznawca, wykładowca akademicki (zm. 2009)
- 1927:
  - John Boardman, brytyjski archeolog, historyk sztuki (zm. 2024)
  - Jimmy Raney, amerykański gitarzysta jazzowy (zm. 1995)
  - Dieter Rogalla, niemiecki prawnik, polityk (zm. 2013)
- 1928:
  - Piet Kraak, holenderski piłkarz, bramkarz, trener (zm. 1984)
  - Stanisław Panek, polski polityk, prezydent Wrocławia (zm. 2011)
  - Buddy Van Horn, amerykański kaskader, reżyser filmowy (zm. 2021)
- 1929:
  - Przemysław Brykalski, polski malarz (zm. 1995)
  - Miodrag Radovanović, serbski aktor (zm. 2019)
- 1930:
  - Nicole Marthe Le Douarin, francuska biolog, embriolog, wykładowczyni akademicka
  - Muhammad Nazir, pakistański zapaśnik
  - Jan Olszewski, polski prawnik, adwokat, publicysta, polityk, poseł na Sejm i premier RP, sędzia Trybunału Stanu (zm. 2019)
  - Alicja Schnepf, polska działaczka społeczna (zm. 2025)
  - Jewgienij Żukow, rosyjski lekkoatleta, długodystansowiec
- 1931:
  - Frank Capp, amerykański perkusista jazzowy (zm. 2017)
  - Don King, amerykański promotor boksu zawodowego
  - Louis Mermaz, francuski historyk, polityk, minister rolnictwa, minister transportu, przewodniczący Zgromadzenia Narodowego (zm. 2024)
- 1932:
  - Wasilij Aksionow, rosyjsko-amerykański prozaik, dramaturg, scenarzysta filmowy (zm. 2009)
  - Vladimír Hubáček, czeski kierowca wyścigowy i rajdowy (zm. 2021)
  - Januário Machaze Nhangumbe, mozambicki duchowny katolicki, biskup Pemby
  - Whitney Reed, amerykański tenisista (zm. 2015)
- 1933:
  - George J. Mitchell, amerykański polityk, senator
  - Adam Nowotnik, polski polityk, minister-kierownik Urzędu Gospodarki Morskiej (zm. 2022)
- 1934:
  - Wojciech Adamiecki, polski dziennikarz, tłumacz, dyplomata (zm. 2008)
  - John Davies, brytyjski reżyser filmowy
  - Maria Teresa Kiszczak, polska ekonomistka, poetka, autorka bajek dla dzieci (zm. 2023)
  - Pete Kleinow, amerykański gitarzysta (zm. 2007)
- 1935:
  - Heikki Haavisto, fiński agronom, polityk, minister spraw zagranicznych (zm. 2022)
  - Ron Paul, amerykański polityk
  - Midhat Riđanović, bośniacki językoznawca (zm. 2023
- 1936:
  - Míriam Colón, portorykańska aktorka (zm. 2017)
  - Tadeusz Olechnowicz, polski kapitan żeglugi wielkiej, żeglarz (zm. 2016)
  - Antonio María Rouco Varela, hiszpański duchowny katolicki, arcybiskup Madrytu, kardynał
  - Hideki Shirakawa, japoński chemik, laureat Nagrody Nobla
  - Andrzej Zieliński, polski lekkoatleta, sprinter (zm. 2021)
- 1937:
  - Stelvio Cipriani, włoski kompozytor muzyki filmowej (zm. 2018)
  - Uzakbaj Karamanow, kazachski i radziecki polityk
  - Mpinga Kasenda, zairski polityk, premier Zairu (zm. 1994)
  - Andriej Konczałowski, rosyjski reżyser i scenarzysta filmowy
  - Aleksandra Leliwa-Kopystyńska, polska fizyk atomowa, wykładowczyni akademicka pochodzenia żydowskiego (zm. 2023)
  - Edmund Migoś, polski żużlowiec (zm. 2006)
  - Georg Thoma, niemiecki kombinator norweski
- 1938:
  - Jean-Loup Chrétien, francuski generał brygady pilot, astronauta
  - Kaneaster Hodges Jr., amerykański pastor, polityk, senator (zm. 2022)
  - Pranas Kūris, litewski prawnik, polityk, dyplomata
  - Zdzisław Piątek, polski inżynier budowlany (zm. 2007)
- 1939:
  - Jan Greber, polski aktor (zm. 2023)
  - Wałerij Szewczuk, ukraiński pisarz, tłumacz (zm. 2025)
- 1940:
  - Jacques Bouveresse, francuski filozof (zm. 2021)
  - Tom DeMarco, amerykański konsultant i informatyk
  - Bernardo Fabio D’Onorio, włoski duchowny katolicki, arcybiskup Gaety
  - Jerzy Karg, polski entomolog, wykładowca akademicki (zm. 2024)
  - Rajendra Kumar Pachauri, indyjski inżynier kolejnictwa, przedsiębiorca, przewodniczący Międzynarodowego Panelu Klimatycznego (IPCC) (zm. 2020)
  - Czesława Noworyta, polska tenisistka stołowa (zm. 2017)
- 1941:
  - Patrick Bedard, amwrykański kierowca wyścigowy
  - Jacques Cheminade, francuski polityk
  - Vito De Grisantis, włoski duchowny katolicki, biskup Ugento-Santa Maria di Leuca (zm. 2010)
  - Slobodan Milošević, serbski polityk, prezydent Serbii i prezydent Jugosławii (zm. 2006)
  - Július Satinský, słowacki aktor, komik, pisarz (zm. 2002)
  - Marian Szeja, polski piłkarz, bramkarz (zm. 2015)
- 1942:
  - Juraj Dolník, słowacki językoznawca
  - Isaac Hayes, amerykański muzyk, aktor (zm. 2008)
  - Bernd Kannenberg, niemiecki lekkoatleta, chodziarz (zm. 2021)
  - Göran Nicklasson, szwedzki piłkarz (zm. 2018)
- 1943:
  - Stanisław Czepielik, polski generał brygady (zm. 2011)
  - Lech Isakiewicz, polski poeta, samorządowiec, polityk (zm. 2018)
  - Sylvester McCoy, brytyjski aktor
- 1944:
  - Rajiv Gandhi, indyjski polityk, premier Indii (zm. 1991)
  - Bernard Kielak, polski etnograf, regionalista (zm. 2016)
  - Fausta Morganti, sanmaryńska polityk, kapitan regent San Marino (zm. 2021)
- 1945:
  - Cristian Gațu, rumuński piłkarz ręczny
  - Tarō Gomi, japoński autor i ilustrator książek dla dzieci
  - Piotr Kruszyński, polski prawnik, adwokat, wykładowca akademicki
  - Joseph Trần Xuân Tiếu, wietnamski duchowny katolicki, biskup Long Xuyên (zm. 2025)
- 1946:
  - Laurent Fabius, francuski polityk, premier Francji
  - Ralf Hütter, niemiecki klawiszowiec, wokalista, lider zespołu Kraftwerk
  - Edward Jancarz, polski żużlowiec, trener (zm. 1992)
  - Maria Walczyńska-Rechmal, polska polityk, lekarz, poseł na Sejm RP
  - Ewa Żukowska, polska aktorka
- 1947:
  - Andrzej Ćwierz, polski fizyk, polityk, poseł na Sejm RP
  - Alan Lee, brytyjski grafik
  - Ray Wise, amerykański aktor
- 1948:
  - John Noble, australijski aktor, reżyser teatralny
  - Robert Plant, brytyjski wokalista, autor tekstów, członek zespołu Led Zeppelin
  - Krzysztof Riege, polski reżyser filmowy (zm. 2015)
  - Bernhard Russi, szwajcarski narciarz alpejski
- 1949:
  - Phil Lynott, irlandzki muzyk, członek zespołu Thin Lizzy (zm. 1986)
  - Wiesław Radomski, polski siatkarz, trener i działacz siatkarski (zm. 2016)
- 1950:
  - Aldona Kamela-Sowińska, polska ekonomistka, wykładowczyni akademicka, polityk, minister skarbu państwa
  - Petra Kandarr, niemiecka lekkoatletka, sprinterka (zm. 2017)
  - Andrzej Kurowski, polski prawnik, polityk, wojewoda lubelski
  - Krzysztof Opawski, polski ekonomista, polityk, minister infrastruktury (zm. 2013)
  - Kazimierz Poniatowski, polski nauczyciel, polityk, senator RP
  - Stole Popow, macedoński reżyser i scenarzysta filmowy
  - William Suff, amerykański seryjny morderca
- 1951:
  - Greg Bear, amerykański pisarz science fiction (zm. 2022)
  - Barbara Imiołczyk, polska polityk, poseł na Sejm RP
  - Muhammad Mursi, egipski polityk, prezydent Egiptu (zm. 2019)
  - André Nzapayeké, środkowoafrykański ekonomista, polityk, premier Republiki Środkowoafrykańskiej
  - Tomasz Peta, polski duchowny katolicki, arcybiskup Astany w Kazachstanie
- 1952:
  - Nikanor (Bogunović), serbski biskup prawosławny
  - Jusuf Butrus Ghali, egipski polityk
  - Dhimitra Plasari, albańska aktorka (zm. 2016)
  - Andrzej Tytko, polski profesor mechaniki
- 1953:
  - Andrzej Bocheński, polski polityk, samorządowiec, marszałek lubuskiego
  - Kazimierz Gurda, polski duchowny katolicki, biskup pomocniczy kielecki, biskup siedlecki
  - Peter Horton, amerykański aktor, reżyser filmowy
  - Andrzej Lewiński, polski endokrynolog, profesor nauk medycznych (zm. 2024)
- 1954:
  - Quinn Buckner, amerykański koszykarz
  - Aldo Giordano, włoski duchowny katolicki, arcybiskup, nuncjusz apostolski przy Unii Europejskiej (zm. 2021)
  - Pavol Hamžík, słowacki dyplomata, polityk
  - Theresa Saldana, amerykańska aktorka (zm. 2016)
- 1955:
  - Jay Acovone, amerykański aktor
  - Cezary Harasimowicz, polski aktor, prozaik, dramaturg, scenarzysta filmowy
  - Ned Overend, amerykański kolarz górski
  - Janet Royall, brytyjska polityk
- 1956:
  - Joan Allen, amerykańska aktorka
  - Dragan Čović, chorwacki polityk, członek Prezydium Bośni i Hercegowiny
  - Waldemar Milewicz, polski dziennikarz, korespondent wojenny (zm. 2004)
  - Manuel Nin, hiszpański duchowny katolicki obrządku biznatyjskiego, egzarcha Grecji
  - Jan Henry Olsen, norweski polityk, minister rybołówstwa (zm. 2018)
  - István Pásztor, serbski prawnik, polityk (zm. 2023)
  - Roberto Regazzi, włoski lutnik, poeta
  - Augusto Santos Silva, portugalski socjolog, polityk
- 1957:
  - Oscar Arizaga, peruwiański piłkarz (zm. 2023)
  - Simon Donaldson, brytyjski matematyk
  - Wiesław Domański, polski rzeźbiarz, malarz
  - Stanisław Dowlaszewicz, polski duchowny katolicki, franciszkanin, biskup pomocniczy Santa Cruz w Boliwii
  - Jiří Havel, czeski ekonomista, polityk (zm. 2012)
  - Mary Stavin, szwedzka aktorka, modelka, zdobywczyni tytułu Miss World
- 1958:
  - Reha Çamuroğlu, turecki pisarz, historyk, polityk
  - Michael Dodd, amerykański siatkarz plażowy, trener
  - Walentin Rajczew, bułgarski zapaśnik
  - David O. Russell, amerykański reżyser i scenarzysta filmowy
  - Melitta Sollmann, niemiecka saneczkarka
  - Tomatito, hiszpański gitarzysta pochodzenia romskiego
- 1959:
  - Ants Frosch, estoński prawnik, dyplomata
  - Krzysztof Pawlina, polski duchowny katolicki, teolog, poeta
  - Eugenia Więcek, polska lekkoatletka, wieloboistka
- 1960:
  - Grażyna Dudek, polska łyżwiarka figurowa
  - Mark Langston, amerykański baseballista
  - Fred Reynolds, amerykański koszykarz
  - Kleofas (Strongylis), grecki duchowny prawosławny, metropolita Szwecji i całej Skandynawii Patriarchatu Konstantynopolitańskiego
  - Sally Yates, amerykańska prawnik, prokurator
- 1961:
  - Bonaventure Djonkep, kameruński piłkarz
  - Greg Egan, amerykański pisarz science fiction, programista
  - Steve McMahon, angielski piłkarz, trener
  - Manuel Merino, peruwiański polityk, prezydent Peru
  - James Rollins, amerykański pisarz pochodzenia polskiego
- 1962:
  - Sophie Aldred, brytyjska aktorka, prezenterka telewizyjna
  - Steve Daines, amerykański polityk, senator
  - James Marsters, amerykański aktor, piosenkarz
  - Mariusz Siudziński, polski aktor
  - Carlos Tapia, argentyński piłkarz
- 1963:
  - John Joseph McIntyre, amerykański duchowny katolicki
  - Pavol Rusko, słowacki polityk
  - Robert Warzycha, polski piłkarz, trener
- 1964:
  - Giuseppe Giannini, włoski piłkarz, trener
  - Dorota Niedziela, polska lekarka weterynarii, polityk, poseł na Sejm RP
  - Sachiko Yamashita, japońska lekkoatletka, maratonka
  - Antoni Zdrawkow, bułgarski piłkarz, trener
- 1965:
  - KRS-One, amerykański raper, producent muzyczny
  - Jacek Nawrocki, polski siatkarz, trener
  - Moses Tanui, kenijski lekkoatleta, długodystansowiec
- 1966:
  - Colin Cunningham, amerykański aktor
  - Dimebag Darrell, amerykański gitarzysta, członek zespołów Pantera i Damageplan (zm. 2004)
  - Markus Gandler, austriacki biegacz narciarski
  - Paolo Genovese, włoski reżyser i scenarzysta filmowy
  - Enrico Letta, włoski polityk
  - Bernadetta Machała-Krzemińska, polska aktorka
  - Kenneth Malitoli, zambijski piłkarz
- 1967:
  - Joanna Borowiak, polska nauczycielka, działaczka samorządowa, polityk, poseł na Sejm RP
  - Etgar Keret, izraelski prozaik, poeta, felietonista
  - Ołeh Oriechow, ukraiński sędzia piłkarski
- 1968:
  - Ørjan Berg, norweski piłkarz
  - Sandy Brondello, australijska koszykarka
  - Anna Fryczkowska, polska pisarka
  - Maciej Grubski, polski samorządowiec, polityk, senator RP (zm. 2020)
  - Klas Ingesson, szwedzki piłkarz (zm. 2014)
- 1969:
  - Billy Gardell, amerykański aktor, komik
  - André Kiesewetter, niemiecki skoczek narciarski
- 1970:
  - Celso Ayala, paragwajski piłkarz
  - Els Callens, belgijska tenisistka
  - John Carmack, amerykański programista, przedsiębiorca
  - Fred Durst, amerykański wokalista, muzyk, kompozytor, członek zespołu Limp Bizkit
  - Ilona Jurševska, łotewska polityk
  - Loïc de Kergret, francuski siatkarz
  - Agnieszka Maliszewska, polska aktorka
  - Tohirdżon Muminow, tadżycki piłkarz, trener
  - Abd al-Aziz as-Safawi, marokański zapaśnik
  - Uładzimir Swita, białoruski hokeista, trener
- 1971:
  - Nenad Bjelica, chorwacki piłkarz, trener
  - Jonathan Ke Quan, amerykański aktor pochodzenia wietnamskiego
  - Dariusz Piątek, polski polityk, samorządowiec, wicewojewoda mazowiecki
  - Steve Stone, angielski piłkarz
  - David Walliams, brytyjski aktor, scenarzysta filmowy
- 1972:
  - Derrick Alston, amerykański koszykarz, trener
  - Marco Bonini, włoski aktor, producent i scenarzysta filmowy
  - Melvin Booker, amerykański koszykarz
  - Gordana Grubin, serbska koszykarka
  - David Norris, brytyjski żużlowiec
- 1973:
  - Alban Bushi, albański piłkarz
  - Todd Helton, amerykański baseballista
  - Paweł Klimczak, polski muzyk, kompozytor, gitarzysta, członek zespołów Lombard i Armia
- 1974:
  - Amy Adams, amerykańska aktorka
  - Big Moe, amerykański raper (zm. 2007)
  - Misha Collins, amerykański aktor
  - Deborah Gravenstijn, holenderska judoczka
  - Adam Korol, polski wioślarz, polityk, minister sportu i turystyki, poseł na Sejm RP
  - Rafał Rutowicz, polski aktor
  - Aneta Szczepańska, polska judoczka
- 1975:
  - Marcin Adamski, polski piłkarz
  - Rob Beckley, amerykański wokalista, członek zespołu Pillar
  - Beatrice Câșlaru, rumuńska pływaczka
  - Ewa Greś, polska aktorka (zm. 2020)
- 1976:
  - Anaïs Croze, francuska piosenkarka
  - Chris Drury, amerykański hokeista
  - István Gergely, węgierski piłkarz wodny
  - Leszek Jastrzębski, polski polityk, poseł na Sejm RP
  - Aleh Kulaszou, białoruski narciarz dowolny
  - Kristen Miller, amerykańska aktorka
- 1977:
  - Felipe Contepomi, argentyński rugbysta
  - Ívar Ingimarsson, islandzki piłkarz
  - Tane Spasew, macedoński koszykarz, trener
  - Henning Stensrud, norweski skoczek narciarski
  - Harry Tañamor, filipiński bokser
- 1978:
  - Alberto Martín, hiszpański tenisista
  - Luis Enrique Martínez, kolumbijski piłkarz, bramkarz
  - Jacek Popek, polski piłkarz
  - Jelena Rieznik, kazachska lekkoatletka, tyczkarka
  - Krzysztof Roszyk, polski koszykarz
- 1979:
  - Sarah Borwell, brytyjska tenisistka
  - Jamie Cullum, brytyjski pianista, wokalista
  - Allan Green, amerykański bokser
  - Witalij Kolesnik, kazachski hokeista, bramkarz
  - Mandy Leach, reprezentantka Zimbabwe w pływaniu
  - Lorenzo Moretti, sanmaryński piłkarz, działacz piłkarski
  - Alexander Nouri, niemiecki piłkarz, trener pochodzenia irańskiego
  - Denis Špoljarić, chorwacki piłkarz ręczny
  - Ante Šprlje, chorwacki prawnik, sędzia, polityk
- 1980:
  - Ahmed Belal, egipski piłkarz
  - Samuel Dumoulin, francuski kolarz szosowy
  - Lasza Dżakobia, gruziński piłkarz
  - Vilnis Ķirsis, łotewski samorządowiec, burmistrz Rygi
  - Enzo Maccarinelli, walijski bokser pochodzenia włoskiego
  - Mai Mercado, duńska działaczka samorządowa, polityk
  - Płamen Petrow, bułgarski zapaśnik
  - Zheng Zhi, chiński piłkarz
- 1981:
  - Ben Barnes, brytyjski aktor
  - Aleksandr Blinow, rosyjski strzelec sportowy
  - Thomas Hörl, austriacki skoczek narciarski
  - Artur Kotenko, rosyjski piłkarz, bramkarz pochodzenia rosyjskiego
  - Bernard Mendy, francuski piłkarz pochodzenia senegalskiego
- 1982:
  - Aleksandre Amisulaszwili, gruziński piłkarz
  - Arisa, włoska piosenkarka, autorka tekstów, kompozytorka, aktorka
  - Laura Donnelly, brytyjska aktorka
  - Mariusz Gosek, polski samorządowiec, polityk, poseł na Sejm RP
  - Youssouf Hersi, holenderski piłkarz pochodzenia etiopskiego
  - Joshua Kennedy, australijski piłkarz
  - Artur Kłys, polski judoka, trener
  - Mijaín López, kubański zapaśnik
  - Goran Nedeljković, serbski wioślarz
  - Meghan Ory, kanadyjska aktorka
- 1983:
  - Andrew Garfield, amerykańsko-brytyjski aktor
  - Jelena Polonowa, rosyjska piłkarka ręczna
  - Claudine Schaul, luksemburska tenisistka
  - Jurij Żyrkow, rosyjski piłkarz
- 1984:
  - Abdel Amari, sudański piłkarz
  - Patrik Bärtschi, szwajcarski hokeista
  - Laura Georges, francuska piłkarka
  - Melesia Mafileʻo, tongijska, wszechstronna lekkoatletka
- 1985:
  - Brant Daugherty, amerykański aktor
  - Casper Jørgensen, duński kolarz szosowy i torowy
  - Adrian Miedziński, polski żużlowiec
  - Álvaro Negredo, hiszpański piłkarz
  - Lisa Thomsen, niemiecka siatkarka
  - Stephen Ward, irlandzki piłkarz
- 1986:
  - Ryō Katsuji, japoński aktor
  - Lim Su-jeong, południowokoreańska taekwondzistka
  - Luis Alberto Marco, hiszpański lekkoatleta, średniodystansowiec
  - Daniel Martin, irlandzki kolarz szosowy
  - James Sangala, malawijski piłkarz
  - Steven Zalewski, amerykański hokeista pochodzenia polskiego
- 1987:
  - Armando Dell’Aquila, włoski wioślarz
  - Kristína, słowacka piosenkarka
  - Leanid Karnijenka, białoruski biegacz narciarski
  - Justyna Kasprzycka-Pyra, polska lekkoatletka, skoczkini wzwyż
  - Shannon McCallum, amerykańska koszykarka
  - Ołeh Mudrak, ukraiński major (zm. 2023)
  - Ayaka Noguchi, japońska siatkarka
- 1988:
  - Jerryd Bayless, amerykański koszykarz
  - Jacek Jarecki, polski koszykarz
  - Marat Kalimulin, rosyjski hokeista (zm. 2011)
  - Ferhat Pehlivan, turecki bokser
- 1989:
  - Silas Kiplagat, kenijski lekkoatleta, średniodystansowiec
  - Judd Trump, angielski snookerzysta
- 1990:
  - Ashlee Ankudinoff, australijska kolarka torowa
  - Marissa Castelli, anerykańska łyżwiarka figurowa
  - Kristin Gierisch, niemiecka lekkoatletka, trójskoczkini
  - Leigh Griffiths, szkocki piłkarz
  - Bradley Klahn, amerykański tenisista
  - Ranomi Kromowidjojo, holenderska pływaczka pochodzenia surinamsko-indonezyjskiego
  - Conlin McCabe, brazylijski wioślarz
  - Ihor Płastun, ukraiński piłkarz
- 1991:
  - Hernâni Fortes, portugalski piłkarz
  - Jyrki Jokipakka, fiński hokeista
  - Cory Joseph, kanadyjski koszykarz
  - Arsienij Łogaszow, rosyjski piłkarz
  - Luke O’Neill, angielski piłkarz
- 1992:
  - Ezzatollah Akbari, irański zapaśnik
  - Demi Lovato, amerykańska piosenkarka, autorka tekstów, multiinstrumentalistka, aktorka, reżyserka teledysków
  - Alex Newell, amerykański aktor, piosenkarz
  - Deniss Rakels, łotewski piłkarz
  - Callum Skinner, brytyjski kolarz torowy
- 1993:
  - John Banda, malawijski piłkarz
  - Laura Glauser, francuska piłkarka ręczna
  - Polina Jurczenko, rosyjska lekkoatletka, skoczkini w dal
  - Svenja Würth, niemiecka skoczkini narciarska
- 1994:
  - Huang Changzhou, chiński lekkoatleta, skoczek w dal
  - Ivana Jakubcová, słowacka koszykarka
  - Jonathon Lillis, amerykański narciarz dowolny
  - Rudinilson Silva, piłkarz z Gwinei Bissau
  - Klemen Štrajhar, słoweński łucznik
- 1995:
  - Anna Danilina, rosyjska tenisistka
  - Magnus Landin Jacobsen, duński piłkarz ręczny
  - Douglas Souza da Silva, brazylijski siatkarz
- 1996 – Jeff Roberson, amerykański koszykarz
- 1997:
  - Magnus Christensen, duński piłkarz
  - Wasyl Kraweć, ukraiński piłkarz
  - Szymon Sićko, polski piłkarz ręczny
- 1998:
  - Lieke Klaver, holenderska lekkoatletyka, sprinterka
  - Aari McDonald, amerykańska koszykarka
  - Anny Ramírez, dominikańska zapaśniczka
- 1999:
  - Karolina Gąsecka, polska łyżwiarka szybka
  - Lisa Gunnarsson, szwedzka lekkoatletka, tyczkarka
- 2000 – Muhittin Sarıçiçek, turecki zapaśnik
- 2001:
  - Joaquín García, argentyński piłkarz
  - Song Qiwu, chiński skoczek narciarski
  - Boubacar Traoré, malijski piłkarz
  - Laura Žemberyová, słowacka piłkarka
- 2002:
  - José Bernal, panamski piłkarz
  - Oliver Daemen, holenderski turysta kosmiczny
  - Jenny Nowak, niemiecka skoczkini narciarska, kombinatorka norweska
- 2003:
  - Rodrigo Chagas, urugwajski piłkarz
  - Gabriel, belgijski książę
  - Harold Osorio, salwadorski piłkarz
  - Théo Pourchaire, francuski kierowca wyścigowy
  - Piotr Wiśnicki, polski kierowca wyścigowy
- 2004 – Santiago Silva, urugwajski piłkarz
- 2005 – Jakub Walecki, polski lekkoatleta, skoczek wzwyż

## Zmarli
- 651 – Oswin, król Deiry (ur. ?)
- 684 – Filibert, francuski święty, fundator klasztoru w Noirmoutier-en-l’Île (ur. 617 lub 618)
- 984 – Jan XIV, papież (ur. ?)
- 1025 – Burchard z Wormacji, niemiecki duchowny katolicki, biskup, prawnik (ur. 965)
- 1085 – Abol-Ma’ali Abd-al-Malek Dżowajni, szafi'icki uczony (ur. 1028)
- 1153 – Bernard z Clairvaux, francuski cysters, teolog, filozof, opat klasztoru w Clairvaux, doktor Kościoła, święty (ur. 1090)
- 1348 – Bernard Tolomei, włoski zakonnik, święty (ur. 1272)
- 1351 – Bolesław III, książę płocki, wiski i sochaczewski (ur. 1322–30)
- 1384 – Geert Groote, holenderski kaznodzieja (ur. 1340)
- 1390 – Konrad III Zöllner von Rotenstein, wielki mistrz zakonu krzyżackiego (ur. ?)
- 1471 – Borso d’Este, książę Ferrary i Modeny (ur. 1413)
- 1504 – Ruppert Wittelsbach, książę Palatynatu, biskup Fryzyngi (ur. 1481)
- 1519 – Luigi de’ Rossi, włoski kardynał (ur. 1474)
- 1528 – Georg von Frundsberg, niemiecki dowódca wojskowy (ur. 1473)
- 1539 – (lub 19 sierpnia) Ilia Ostrogski, książę wołyński, starosta bracławski i winnicki (ur. 1510)
- 1556 – Stanisław Borek, polski szlachcic, sekretarz królewski, dziekan i kanonik krakowski, prałat gnieźnieński i poznański (ur. 1474)
- 1572 – Miguel López de Legazpi, hiszpański konkwistador (ur. 1502)
- 1592 – Wilhelm Młodszy, książę Lüneburga-Celle (ur. 1535)
- 1634 – Adam Nowodworski, polski duchowny katolicki, biskup kamieniecki, przemyski i poznański (ur. 1572)
- 1639 – Martin Opitz, niemiecki poeta, teoretyk literatury (ur. 1597)
- 1648 – Edward Herbert z Cherbury, angielski baron, filozof, myśliciel religijny, poeta, polityk, dyplomata (ur. 1583)
- 1651 – Jeremi Wiśniowiecki, polski książę, wojewoda ruski (ur. 1612)
- 1672:
  - Cornelis de Witt, holenderski polityk (ur. 1623)
  - Johan de Witt, holenderski polityk (ur. 1625)
- 1684 – Maria d’Este, księżniczka Modeny, księżna Parmy (ur. 1644)
- 1699 – Jan Małachowski, polski duchowny katolicki, biskup krakowski (ur. 1623)
- 1707 – Nicolas Gigault, francuski kompozytor, organista (ur. 1627)
- 1717 – Otto Heinrich von Friesen, saski dyplomata, polityk (ur. 1654)
- 1724 – Antonio Francesco Peruzzini, włoski malarz (ur. 1646)
- 1737 – Catherine Shorter, Brytyjka, żona premiera Roberta Walpole’a (ur. 1682)
- 1813:
  - Josiah Harmar, amerykański generał (ur. 1753)
  - Jan Křtitel Vaňhal, czeski kompozytor (ur. 1739)
- 1821 – Anna Charlotta Dorota von Medem, niemiecka hrabianka (ur. 1761)
- 1823:
  - Friedrich Arnold Brockhaus, niemiecki księgarz, wydawca (ur. 1772)
  - Pius VII, papież (ur. 1742)
- 1840 – Piotr Karol Bontemps, polski generał pochodzenia francuskiego (ur. 1777)
- 1843 – Hryhorij Kwitka-Osnowjanenko, ukraiński prozaik, dramaturg, dziennikarz, krytyk literacki, działacz kulturalno-społeczny (ur. 1778)
- 1845 – Johann Joseph Harbig, niemiecki duchowny katolicki, wielki dziekan kłodzki i wikariusz arcybiskupi dla wiernych hrabstwa kłodzkiego (ur. 1785)
- 1854 – Friedrich Wilhelm Joseph von Schelling, niemiecki filozof, wykładowca akademicki (ur. 1775)
- 1864 – John Lang, australijski prawnik, prozaik, poeta (ur. 1816)
- 1866:
  - Walerian Breański, polski duchowny katolicki, uczestnik powstania listopadowego, działacz patriotyczny i emigracyjny (ur. 1805)
  - Maria De Mattias, włoska zakonnica, święta (ur. 1805)
- 1872:
  - Dimitrie Bolintineanu, rumuński poeta, prozaik, polityk (ur. 1819)
  - Mychajło Kaczkowśkyj, ukraiński prawnik, polityk, pisarz, publicysta (ur. 1802)
- 1874 – Thomas Barnes, brytyjski szachista (ur. 1825)
- 1879 – Kazimierz Hildt, polski działacz socjalistyczny (ur. 1853)
- 1887 – Jules Laforgue, francuski poeta (ur. 1860)
- 1889 – Thomas C. Amory, amerykański poeta (ur. 1812)
- 1892 – Friedrich Egon von Fürstenberg, austriacki duchowny katolicki, arcybiskup ołomuniecki, kardynał (ur. 1813)
- 1897 – Oskar Awejde, polski prawnik, uczestnik powstania styczniowego, dekonspirator (ur. 1837)
- 1902 – Walerian (Walery) Twardzicki, polski fotograf (ur. 1838)
- 1905:
  - Otto von Büngner, niemiecki chirurg, wykładowca akademicki (ur. 1858)
  - Maurus Hartmann, niemiecki duchowny katolicki, benedyktyn, misjonarz, prefekt apostolski Południowego Zanguebaru (ur. 1865)
  - Franz Reuleaux, niemiecki inżynier, teoretyk budowy maszyn (ur. 1829)
- 1907:
  - Bolesław Chwastowski, polski technik, rysownik, budowlaniec, uczestnik powstania styczniowego (ur. 1846)
  - Eduard Hitzig, niemiecki neurolog, psychiatra (ur. 1839)
  - Leon Zbyszewski, polski duchowny katolicki, publicysta, działacz emigracyjny i społeczny (ur. 1832)
- 1908:
  - Louis Varney, francuski kompozytor (ur. 1844)
  - Karol Zechenter, słowacki pisarz, przyrodnik, mineralog (ur. 1824)
- 1912:
  - William Booth, brytyjski pastor metodystyczny, generał Armii Zbawienia (ur. 1829)
  - József Samassa, węgierski duchowny katolicki, arcybiskup Egeru, kardynał (ur. 1828)
  - Alojzy Winiarz, polski prawnik, historyk, wykładowca akademicki (ur. 1868)
- 1913 – Émile Ollivier, francuski adwokat, historyk, polityk, premier Francji (ur. 1825)
- 1914:
  - Amélie Lundahl, francuska malarka (ur. 1850)
  - Pius X, papież, święty (ur. 1835)
- 1915:
  - Paul Ehrlich, niemiecki bakteriolog, chemik, wykładowca akademicki, laureat Nagrody Nobla pochodzenia żydowskiego (ur. 1854)
  - Carlos Finlay, kubański naukowiec, lekarz (ur. 1833)
- 1917 – Adolf von Baeyer, niemiecki chemik, wykładowca akademicki, laureat Nagrody Nobla (ur. 1835)
- 1919 – Iwan Łuckiewicz, białoruski działacz narodowy, publicysta, archeolog, krajoznawca, wolnomularz (ur. 1881)
- 1920:
  - Kazimierz Dratwiński, polski porucznik piechoty, działacz niepodległościowy (ur. 1893)
  - Emanuel Dültz, polski podpułkownik piechoty (ur. 1859)
  - Adam Prażmowski, polski mikrobiolog, agronom (ur. 1853)
  - Adolf Juliusz Stapf, polski architekt, samorządowiec (ur. 1862)
  - Edward Szydełkiewicz, polski porucznik (ur. 1894)
- 1922 – Willy Kükenthal, niemiecki zoolog, wykładowca akademicki (ur. 1861)
- 1925 – Richard Cassirer, niemiecki neurolog (ur. 1868)
- 1927 – Fannie Bloomfield-Zeisler, amerykańska pianistka pochodzenia austriacko-żydowskiego (ur. 1863)
- 1929:
  - Charlotte Bridgwood, amerykańska aktorka, artystka wodewilowa, wynalazczyni (ur. 1861)
  - Jan Jarkowski, polski neurochirurg, działacz socjalistyczny i emigracyjny (ur. 1880)
- 1930:
  - Jakub Cieślewicz, polski lekarz, uczestnik powstania styczniowego (ur. 1846)
  - Anton Mitow, bułgarski malarz (ur. 1862)
  - Herbert Hall Turner, brytyjski astronom, sejsmolog (ur. 1861)
- 1931 – Henri Babinski, francuski inżynier górnik, autor książek kucharskich pochodzenia polskiego (ur. 1855)
- 1932:
  - Hugó Feleky, węgierski urolog (ur. 1861)
  - Tadeusz Joteyko, polski kompozytor, dyrygent chóralny, pedagog (ur. 1872)
  - Paul Keller, niemiecki pisarz (ur. 1873)
  - Gino Watkins, brytyjski badacz Arktyki (ur. 1907)
  - Henri Wijnoldy-Daniëls, holenderski szablista (ur. 1889)
- 1933:
  - Wasilij Bołdyriew, rosyjski generał porucznik (ur. 1875)
  - Gustaf Cederström, szwedzki malarz (ur. 1845)
  - Tadeusz Malina, polski prawnik, sędzia, prokurator (ur. 1856)
- 1934 – Joseph Gabriel Zelger, szwajcarski duchowny katolicki, kapucyn, misjonarz, wikariusz apostolski Dar es Salaam (ur. 1867)
- 1935 – Otakar Ostrčil, czeski kompozytor, dyrygent (ur. 1879)
- 1936 – Maria Climent Mateu, hiszpańska działaczka Akcji Katolickiej, męczennica, błogosławiona (ur. 1887)
- 1937 – Rudolf Ericson, szwedzki łyżwiarz szybki (ur. 1872)
- 1938 – Kazimierz Siemieński, polski podporucznik piechoty, działacz niepodległościowy, filolog, pedagog (ur. 1898)
- 1939 – Piotr Krasikow, radziecki prawnik, polityk (ur. 1870)
- 1940 – Maciej Glogier, polski prawnik, działacz społeczny, samorządowiec, polityk, senator RP (ur. 1869)
- 1941:
  - John Baird, brytyjski arystokrata, polityk, dyplomata (ur. 1874)
  - Stanisław Flieger, polski przedsiębiorca, działacz sportowy (ur. 1891)
  - Władysław Skierkowski, polski duchowny katolicki, badacz i popularyzator kultury kurpiowskiej (ur. 1886)
  - Aleksandr Swanidze, gruziński historyk, działacz bolszewicki, polityk (ur. 1886)
- 1942:
  - Ludwig Czech, czechosłowacki prawnik, polityk, działacz mniejszości niemieckiej (ur. 1870)
  - Georg Häfner, niemiecki duchowny katolicki, męczennik, błogosławiony (ur. 1900)
  - István Horthy, węgierski oficer lotnictwa, polityk (ur. 1904)
  - Jan Łukasik, polski architekt, konserwator zabytków, żołnierz AK (ur. 1899)
  - Władysław Mączkowski, polski duchowny katolicki, męczennik, błogosławiony (ur. 1911)
  - Franz Schob, niemiecki psychiatra, neuropatolog, wykładowca akademicki (ur. 1877)
  - Rudolf Spielmann, austriacki szachista (ur. 1883)
- 1943:
  - Dirck-Ingvard Bonnek, duński porucznik, kolaborant (ur. 1909)
  - William Irvine, australijski prawnik, polityk, premier Wiktorii, prokurator generalny Australii (ur. 1858)
  - Mordechaj Tenenbaum, żydowski działacz ruchu oporu, przywódca powstania w getcie białostockim (ur. 1916)
  - Tadeusz Zawadzki, polski harcmistrz, instruktor harcerski, podporucznik AK, komendant Grup Szturmowych (ur. 1921)
- 1944 – Polegli w powstaniu warszawskim:
  - Jan Władysław Lemański, polski porucznik kawalerii, żołnierz AK (ur. 1897)
  - Irena Nelkenowa, polska polonistka, żołnierz Korpusu Bezpieczeństwa (ur. 1899)
  - Kajetan Olszewski, polski tytularny generał broni (ur. 1858)
  - Włodzimierz Pietrzak, polski pisarz, krytyk literacki (ur. 1913)
  - Stanisław Srzednicki, polski instruktor harcerski, porucznik, żołnierz AK (ur. 1915)
  - Hubert Taczanowski, polski plutonowy, żołnierz AK (ur. 1924)
  - Wacław Weker, polski architekt, żołnierz AK (ur. 1891)
- 1944:
  - Pawieł Anceborienko, radziecki żołnierz (ur. 1925)
  - Leon Chwistek, polski prozaik, filozof, malarz, matematyk, logik, teoretyk sztuki, wykładowca akademicki (ur. 1884)
  - Konstanty Ćwierk, polski prozaik, poeta, scenarzysta filmowy (ur. 1895)
  - Jurij Łypa, ukraiński lekarz, pisarz, publicysta (ur. 1900)
- 1945 – Gienrich Luszkow, radziecki funkcjonariusz organów bezpieczeństwa pochodzenia żydowskiego (ur. 1900)
- 1946:
  - Adam Koss, polski inżynier technolog, chemik, wykładowca akademicki (ur. 1877)
  - Jerzy Lawina-Świętochowski, polski piosenkarz, kompozytor, autor tekstów (ur. 1906)
  - Vojtech Tuka, słowacki polityk, premier i minister spraw zagranicznych Republiki Słowackiej (ur. 1880)
- 1948 – Carl Hårleman, szwedzki gimnastyk, lekkoatleta, wieloboista i tyczkarz, działacz sportowy (ur. 1886)
- 1949:
  - Ludwig Halberstädter, niemiecki radiolog, dermatolog pochodzenia żydowskiego (ur. 1876)
  - Ragnhild Kaarbø, norweska malarka (ur. 1889)
- 1950 – Stanisław Srokowski, polski geograf, dyplomata, polityk, wojewoda wołyński (ur. 1872)
- 1951 – Galej Dinmuchamiedow, radziecki polityk (ur. 1892)
- 1952:
  - Józef Nowkuński, polski inżynier kolejowy (ur. 1868)
  - Jicchak Sade, izraelski generał major (ur. 1890)
  - Kurt Schumacher, niemiecki polityk (ur. 1895)
  - Focjusz (Topiro), rosyjski biskup prawosławny (ur. 1884)
- 1954 – Stanisław Czajkowski, polski malarz (ur. 1878)
- 1955 – Witold Nowicki, polski rolnik, samorządowiec, polityk, burmistrz Wielunia, poseł na Sejm RP (ur. 1879)
- 1957 – Kazimiera Horbowska, polska aktorka (ur. 1885 lub 86)
- 1959 – Alfred Kubin, austriacki rysownik, grafik, litograf, malarz, pisarz (ur. 1877)
- 1960:
  - Gjergj Kokoshi, albański pedagog, polityk (ur. 1904)
  - Włodzimierz Szyłkarski, polsko-litewsko-niemiecki filozof, filolog klasyczny, wykładowca akademicki (ur. 1884)
- 1961 – Percy Williams Bridgman, amerykański fizyk, filozof, laureat Nagrody Nobla (ur. 1882)
- 1962 – Hermann Höfle, austriacki funkcjonariusz nazistowski, zbrodniarz wojenny (ur. 1911)
- 1963:
  - Faustino Harrison, urugwajski polityk, prezydent Urugwaju (ur. 1900)
  - Benjamin Jones, brytyjski kolarz torowy (ur. 1882)
- 1964 – Awraham Derori, izraelski polityk (ur. 1919)
- 1965 – Władimir Izdebski, rosyjski rzeźbiarz, malarz, dziennikarz, krytyk sztuki pochodzenia polskiego (ur. 1882)
- 1967 – Walter Krueger, amerykański generał (ur. 1881)
- 1971 – Jan Gerhard, polski pułkownik, pisarz, dziennikarz, publicysta, polityk, poseł na Sejm PRL pochodzenia żydowskiego (ur. 1921)
- 1972:
  - Abraham Moses Klein, kanadyjski pisarz pochodzenia żydowskiego (ur. 1909)
  - Harold R. Stark, amerykański admirał (ur. 1880)
- 1974 – Ilona Massey, amerykańska aktorka pochodzenia węgierskiego (ur. 1910)
- 1975:
  - Adolf Dymsza, polski aktor (ur. 1900)
  - Maria Jarochowska, polska dziennikarka, pisarka (ur. 1918)
- 1978:
  - Jacques Opangault, kongijski polityk, premier Konga (ur. 1907)
  - Jan Stebnowski, polski malarz, kartograf publicysta (ur. 1884)
- 1980 – Joe Dassin, amerykański piosenkarz francuskojęzyczny, kompozytor (ur. 1938)
- 1982 – Ulla Jacobsson, szwedzka aktorka (ur. 1929)
- 1983:
  - Aleksandar Ranković, jugosłowiański polityk komunistyczny (ur. 1909)
  - Georges Spénale, francuski prozaik, poeta, polityk, przewodniczący Parlamentu Europejskiego (ur. 1913)
- 1984:
  - Ludwik Bandura, polski pedagog (ur. 1904)
  - Aleksander Iwanow, rosyjski reżyser filmowy (ur. 1898)
- 1985:
  - Leopold Beck, polski dziennikarz, autor utworów estradowych, recenzent teatralny, satyryk, tłumacz librett operetkowych pochodzenia żydowskiego (ur. 1905)
  - Donald O. Hebb, kanadyjski psycholog, wykładowca akademicki (ur. 1904)
  - Kenneth Kennedy, australijski łyżwiarz szybki, hokeista, działacz sportowy (ur. 1913)
- 1987:
  - José María Bueno y Monreal, hiszpański duchowny katolicki, arcybiskup Sewilli, kardynał (ur. 1904)
  - Walenty Kłyszejko, estoński koszykarz, trener, działacz sportowy pochodzenia polskiego (ur. 1909)
  - Walenty Szała, polski podporucznik (ur. 1897)
- 1990 – Rudolf Gellesch, niemiecki piłkarz, trener (ur. 1914)
- 1992:
  - Iwan Anikiejew, radziecki pilot wojskowy (ur. 1933)
  - Danuta Bieńkowska, polska pisarka, tłumaczka (ur. 1920)
  - Jerzy Januszewicz, polski aktor (ur. 1934)
- 1993:
  - Tony Barton, angielski piłkarz, trener (ur. 1937)
  - Jacobus de Jong, holenderski żeglarz sportowy (ur. 1912)
- 1994 – Aleksandar Petrović, jugosłowiański reżyser filmowy (ur. 1929)
- 1995 – Hugo Pratt, włoski twórca komiksowy (ur. 1927)
- 1996 – Beverley Whitfield, australijska pływaczka (ur. 1954)
- 1997 – Lubomír Hargaš, czeski kolarz torowy (ur. 1967)
- 1998:
  - Kazimierz Dziewanowski, polski pisarz, dziennikarz, podróżnik, dyplomata (ur. 1930)
  - Ewa Zdzieszyńska, polska aktorka, reżyserka teatralna (ur. 1924)
- 1999 – Josane Sigart, belgijska tenisistka (ur. 1909)
- 2000:
  - Bunny Austin, brytyjski tenisista (ur. 1906)
  - Douglas Thomas Jacobson, amerykański major (ur. 1925)
- 2001:
  - Fred Hoyle, brytyjski astronom, matematyk (ur. 1915)
  - Alojzy Karkoszka, polski polityk, poseł na Sejm PRL, minister budownictwa i przemysłu materiałów budowlanych, wicepremier (ur. 1929)
  - Wanda Paklikowska-Winnicka, polska malarka (ur. 1911)
  - Kim Stanley, amerykańska aktorka (ur. 1925)
- 2002 – Teodor Keko, albański prozaik, poeta (ur. 1958)
- 2004 – Mosze Szamir, izraelski pisarz, publicysta (ur. 1921)
- 2005:
  - Jacek Bartoszcze, polski generał brygady pilot (ur. 1961)
  - Romuald Grąbczewski, polski szachista (ur. 1932)
- 2006:
  - Renate Brausewetter, niemiecka aktorka (ur. 1905)
  - Joe Rosenthal, amerykański fotograf pochodzenia żydowskiego (ur. 1911)
  - Aleksander Wojciechowski, polski krytyk i historyk sztuki (ur. 1922)
- 2007:
  - Geoff Richardson, brytyjski konstruktor i kierowca wyścigowy (ur. 1924)
  - Heinz Schneider, niemiecki tenisista stołowy (ur. 1932)
- 2008:
  - Ryszard Arning, polski śpiewak operowy (bas) (ur. 1940)
  - Larry Hennessy, amerykański koszykarz (zm. 1929)
  - Hua Guofeng, chiński polityk, premier Chin (ur. 1921)
  - Marciusz Moroń, polski poeta (ur. 1969)
- 2009:
  - Siemion Farada, rosyjski aktor (ur. 1933)
  - Zofia Komedowa, polska miłośniczka jazzu, organizatorka, promotorka, menedżer (ur. 1929)
  - Anna Kowalska-Lewicka, polska etnografka (ur. 1920)
  - Mieczysław Wieliczko, polski historyk, wykładowca akademicki (ur. 1935)
- 2010:
  - Skandor Akbar, amerykański wrestler, menedżer pochodzenia arabskiego (ur. 1934)
  - James Dooge, irlandzki naukowiec, polityk (ur. 1922)
- 2011 – Władysław Skalski, polski polityk, działacz opozycji antykomunistycznej (ur. 1941)
- 2012:
  - Seweryn Chajtman, polski profesor doktor inżynier organizacji zarządzania w przemyśle (ur. 1919)
  - Phyllis Diller, amerykańska aktorka (ur. 1917)
  - Dom Mintoff, maltański polityk, premier Malty (ur. 1916)
  - Meles Zenawi, etiopski polityk, prezydent i premier Etiopii (ur. 1955)
- 2013:
  - Sathima Bea Benjamin, południowoafrykańska piosenkarka, kompozytorka (ur. 1936)
  - Narendra Dabholkar, indyjski działacz społeczny (ur. 1945)
  - Turi Fedele, włoski działacz kulturalny (ur. 1926)
  - Elmore Leonard, amerykański pisarz, scenarzysta (ur. 1925)
  - Marian McPartland, brytyjska pianistka i kompozytorka jazzowa (ur. 1918)
  - Ewa Petelska, polska scenarzystka i reżyserka filmowa (ur. 1920)
  - Ted Post, amerykański reżyser filmowy i telewizyjny (ur. 1918)
  - Costică Ștefănescu, rumuński piłkarz, trener (ur. 1951)
- 2014:
  - Boris Dubin, rosyjski socjolog, tłumacz (ur. 1946)
  - B.K.S. Iyengar, indyjski nauczyciel współczesnej hathajogi (ur. 1918)
  - José Luis Saldívar, meksykański piłkarz, trener (ur. 1953)
  - Edmund Szoka, amerykański duchowny katolicki pochodzenia polskiego, arcybiskup Detroit, kardynał (ur. 1927)
- 2015:
  - Egon Bahr, niemiecki dziennikarz, polityk (ur. 1922)
  - Lew Durow, rosyjski aktor (ur. 1931)
- 2016:
  - Daniela Dessì, włoska śpiewaczka operowa (ur. 1957)
  - Eugeniusz Geno Małkowski, polski malarz (ur. 1942)
  - Piotr Mankiewicz, polski podporucznik, działacz społeczny (ur. 1910)
  - Wojciech Nowaczyk, polski polityk, poseł na Sejm RP (ur. 1941)
  - Ignacio Padilla, meksykański pisarz (ur. 1968)
  - Matt Roberts, amerykański gitarzysta, członek zespołu 3 Doors Down (ur. 1978)
- 2017:
  - Jerzy Leśniak, polski dziennikarz, reporter, pisarz (ur. 1957)
  - Jerry Lewis, amerykański aktor, komik, piosenkarz, reżyser, scenarzysta i producent filmowy (ur. 1926)
  - Edward Mizikowski, polski dziennikarz, poeta, działacz opozycji antykomunistycznej (ur. 1952)
- 2018:
  - Uri Awneri, izraelski aktywista pokojowy, polityk, publicysta (ur. 1923)
  - Jimmy McIlroy, północnoirlandzki piłkarz (ur. 1931)
  - Eddie Willis, amerykański muzyk i gitarzysta soulowy (ur. 1936)
- 2019:
  - Rudolf Hundstorfer, austriacki działacz związkowy, samorządowiec, polityk (ur. 1951)
  - Anna Lenartowicz-Stępkowska, polska aktorka (ur. 1954)
  - Jan Purzycki, polski scenarzysta filmowy, pisarz (ur. 1948)
- 2020:
  - Frankie Banali, amerykański perkusista, członek zespołu Quiet Riot (ur. 1951)
  - Branko Kostić, czarnogórski polityk, prezydent Czarnogóry i p.o. prezydenta Jugosławii (ur. 1939)
  - Piotr Szczepanik, polski piosenkarz, gitarzysta (ur. 1941)
  - Andrzej Walicki, polski filozof, historyk idei, wykładowca akademicki (ur. 1930)
- 2021:
  - Ian Carey, amerykański didżej, producent muzyczny (ur. 1975)
  - Marek Pyc, polski duchowny katolicki, profesor nauk teologicznych, dogmatyk (ur. 1955)
  - Elżbieta Traple, polska prawnik (ur. 1947)
- 2022:
  - Civan Canova, turecki aktor, reżyser teatralny, dramatopisarz (ur. 1955)
  - Darja Dugina, rosyjska dziennikarka, komentatorka polityczna, publicystka (ur. 1992)
  - Séamus Freeman, irlandzki duchowny katolicki, biskup Ossory, generał pallotynów (ur. 1944)
  - Patrus Mor Ostathios, indyjski duchowny przedchalcedoński, biskup pomocniczy Nowego Delhi, biskup Singapuru i Bahrajnu, metropolita Bengaluru (ur. 1963)
  - Bram Peper, holenderski socjolog, polityk, samorządowiec, burmistrz Rotterdamu, minister spraw wewnętrznych (ur. 1940)
- 2023:
  - Aivars Lazdenieks, łotewski wioślarz (ur. 1954)
  - Rusi Petrow, bułgarski zapaśnik (ur. 1944)
  - Bill Vukovich Jr., amerykański kierowca wyścigowy (ur. 1944)
- 2024:
  - Al Attles, amerykański koszykarz, trener (ur. 1936)
  - Edward Kazimierski, polski działacz sportowy (ur. 1931)
  - Józef Maroszek, polski historyk, wykładowca akademicki (ur. 1950)
  - Humberto Maschio, argentyński piłkarz, trener (ur. 1933)
  - Ramiro Moliner Inglés, hiszpański duchowny katolicki, arcybiskup, nuncjusz apostolski (ur. 1941)
  - Rafael Eleuterio Rey, argentyński duchowny katolicki, biskup Zárate-Campana (ur. 1933)
  - Czesława Żuławska, polska prawnik, wykładowczyni akademicka, sędzia Sądu Najwyższego (ur. 1930)